# 共鳴せよ!私立轟高校図書委員会
『共鳴せよ!私立轟高校図書委員会』（きょうめいせよ!しりつとどろきこうこうとしょいいんかい）は、『月刊コミックZERO-SUM』（一迅社）にて2006年〜2009年9月号まで連載されていた、D・キッサンによる4コマ漫画作品。月刊『コミックZERO-SUM』誌上初の4コマ漫画連載作品である。全4巻。2009年には誌上販売にてドラマCD化もされている。

## 作品概要
私立轟高校図書委員会に所属する高校生の日常を描いた作品。謳い文句は「文化系まったりハイスクール4コマ」。委員会の中でも2年生メンバーを中心に据えており、下級生の委員もいるが登場しない。作品名および学校名の略称は「どろ高」で、登場人物たちもこの名称を頻繁に用いる。
なお、校舎や駅の描写などから、モデルとなっている学校は東京都立南平高等学校であると思われる。

## 主な登場人物
キャストはドラマCD版のもの。

### 轟高校図書委員会
福家 亮平（ふくや りょうへい）
声 - 吉野裕行
轟高校2年1組。図書委員会委員長。誕生日は4月16日。血液型B型。八王子市在住で、電車で通学している。白（銀）色の逆立った髪が特徴。委員会メンバーからは「委員長」と呼ばれており、彼らから名前で呼ばれることはほとんどない。
常に陽気でハイテンション、目立ちたがり屋な性格で天然ボケ。学校ではブレザーやネクタイを着用せず、長袖を捲くったワイシャツ一枚で一年中過ごしているが、冬でも平気な様子を見せている。居眠りしている間に三村の推薦で任命されたために名ばかり委員長であり、仕事もせずに菓子を食べたり遊んでいることが多く、三村によく怒られるために彼女を恐れている。奇想天外で子供っぽい言動が多いが、普段の生活態度の反動からか1年に1日だけ勤勉で真面目になるという二重人格のような性質があり、「番外編5。」では珍しくブレザーとネクタイを着用して登校し、異様なほどのカリスマ性を発揮して図書委員会のメンバーを感激させ、当日の生徒総会でも巧みな話術で全校生徒を魅了したが、翌日には元に戻り前日の記憶を無くしていた。赤ん坊の頃からこの現象が見られており、現在では両親にも「人に迷惑をかけるわけではない」と概ね楽観視されている。
学業成績は悪く、頻繁に追試を受けているようである。パソコンやインターネットに関する知識は多少あり、ノートパソコンを所持している。司書室の学校図書館資料管理システム（CASA）の操作も担っており、そのログインパスワードが突然変更され利用できなくなった際には珍しく奮闘する姿を見せた。また学校の所有物であるにも関わらずパソコン内に個人的なデータを保管したり、書架に私物を置いていることもある。インターネット以外にゲームも好み、由島とはその話題でよく談笑している。
両親はオンラインゲームで知り合っており、その影響か自身もインターネット中毒で、自宅のパソコンが壊れたときはひどく落ち込んでいた。青山や須藤に本人には内緒でGPSを付けている。
編集部内では彼が主人公ではないかと噂されていたそうだが、作者によれば本作において主人公という概念はなく、特に意識していなかった。ドラマCDで声を担当した吉野には「委員長なのに影が薄い」と評されている。
三村 真亜子（みむら まあこ）
声 - 沢城みゆき
轟高校2年。図書委員会副委員長。血液型A型。日野市在住。愛称は「まーこ」。
成績優秀な優等生。誰からも図書委員長になると思われていたが、自らもそれを察知し「気持ちよく仕事をするために責任から解放されたい」という理由から、一番扱いやすそうな福家を推薦し委員長に仕立て上げていた。真面目で指揮能力もあり実質図書委員会の仕事を仕切っているため、委員会外の生徒も先生も三村が図書委員長だと思い込んでおり、自身も面倒なので否定せずにいる。他のメンバーと比べて一歩引いた性格で冷静だが堅物というほどではなく、教師から試験問題の傾向を聞き出したり悪戯に悪ノリするなど、要領がよく俗的な一面も持つ。しかし福家の想定外の行動には常々頭を抱えており、物理的な制裁を加えることもしばしばある。また華美な服装は苦手。
かなりの読書家であり、また初版から新版までの新明解国語辞典を収集している。また校内で開催されたクイズ大会の優勝賞品が図書カード20万円分であることを聞いて参加を即決したり、福家が所持していた「あたるかも知れない図書くじ」に心が揺れるなど、本が絡む話題には食いつきやすい。指定校推薦を狙っているが、インドア派なためか体育やマラソン大会などの運動を嫌っている様子。
「番外編4。」では小学校6年生の時にテレビのクイズ番組に出場し、当時チャンピオンだった原を破り優勝した経歴が判明、校内クイズ大会で再び彼と対峙した。
黒田の同人誌制作を手伝っているが、彼女の趣味には興味を持っていない。
由島 凛（ゆしま りん）
声 - 伊藤かな恵
轟高校2年。図書委員会会計。血液型O型。日野市在住で、電車で通学している。
さばさばとした活発な性格で、委員会のツッコミ要員。重度のゲーマーで、サウンドトラックを聴いたり試験前にも関わらず徹夜でプレイしてしまうこともある。プレイステーション3の発売日には学校を休んでまで購入し、ニュースのインタビューを受けていた。近所では老若男女問わずゲーム仲間として多くの人々と交流している。新長文庫のマスコットキャラの「よんダラ」がお気に入りで、文庫本に付属している応募マークを集めて関連グッズを収集している。
14歳の弟がおり彼もゲーム好きだが、幼い頃はどちらが先にゲームをプレイするかで姉弟で争っていた。
「番外編。」では、幼少期に『ファイナルクエストI』をプレイ中にウラのエイユウを呼び出した経験を語り、黒田が呼び出したウラのエイユウを再びゲームの世界へ返す活躍を見せた。
青山 憲司（あおやま けんじ）
声 - 柿原徹也
轟高校2年3組。図書委員会書記。血液型A型。八王子市在住。
真面目で堅物だが友達思い。丸顔で髪を七三分けにしている。普段はかけていないが、時々眼鏡をかけている。やや神経質でムキになりやすく、ギャル二人組に対抗意識を燃やしている。制服を着崩しておらず普段の態度も品行方正であり、勉学にも熱心で成績も良好。同じく優等生である三村には対抗意識を持っている。
詩を考えるのが趣味で、ポエム部の設立を画策していたり一度雑誌に掲載されたこともある。当初は詩の趣味のことは隠していたが、本の貸出記録などからあっさりとバレてしまった。ナルシストの傾向もあり、クサい台詞を吐いたり自分の世界に浸って自己陶酔に陥りやすい。女子メンバーには詩を好むのをネタに弄られることも多い。
「番外編3。」では善場先生のチベット土産の人形に呪われ、次々と災難に見舞われてしまった。
黒田 蝶子（くろだ ちょうこ）
声 - 高垣彩陽
轟高校2年4組。図書委員。八王子市在住。
男子生徒達の目を惹くロングヘアーの美少女。文武両道、容姿端麗、周囲の信頼も厚いという一見非の打ち所のない才女だが、重度の腐女子でオタク。小学生のころからその傾向を見せており、委員会内では公然の事実だがその外では秘匿としているため一般には知られていない。人前では優等生として振舞っているが、委員会では本性をさらけ出して思うがままに行動しており、メンバーからは頻繁に突っ込まれている。またふとしたきっかけで妄想に耽ったり、男性の外見から「攻め」「受け」を判定する等の悪癖を持ち、その強い妄想力は勉学にも活かされている。趣味を隠して優等生を演じていることに疲れを感じているが、オタクを辞める気は一切ない。異性からモテるものの自身の恋愛にはそれほど興味はなく、「くっつくより男同士をくっつけたい」と発言している。家に大量の同人誌を所有しており、自身も同人活動をしているため装丁に関する知識も豊富。図書だよりの空いたスペースを埋めるため「黒巫女パピヨン」を名乗って思いつきの星座占いを掲載している。
英会話を習得しており、クドー先生を英語で問い詰めたり翻訳もこなしていた。
「番外偏6。」では、中学生の頃に漫画のセリフをアフレコしたテープを盾に、生徒会に入ることを要求された。
木下 久仁也（きのした くにや）
声 - 杉田智和
轟高校2年。図書委員。多摩市在住。
長身でコワモテだが心優しい人物で、皆から信頼されている。普段はあまり喋らず、よくどもっているが、たまに薀蓄ある格言を言う。精神的にも大人びており、意図せずとも女性や子供の心を掴む度量を持っている。
家は木下財閥という名家で、中学校までは名門私立に通っていたが、一般的な高校生活を送ってみたいと思い轟高校に入学した。「校舎が地面に建っていることに驚いた」と発言しており、かなり特殊な環境の学校に通っていたことが示唆されている。自宅は寝殿造で非常に広大。よく重要文化財と間違えて見学に訪れる人が後を絶たないようである。また、プライベートビーチも所有している。財界にも顔が利くようで、久仁也自身も電話一本で企業の株を6倍に跳ね上げたことがある。5歳の頃からモモを付き人としており、全幅の信頼とともに愛情を向けられているが、彼女の行き過ぎた言動に振り回されてしまうことも多い。
ただ一人の書道部員だが、理事長により例外的に認可されている。周りが騒音に包まれていても平気で字を書けるほどの集中力がある。
須藤 慶文（すどう けいぶん）
声 - 鳥海浩輔
轟高校2年。図書委員。日野市在住で、電車で通学している。愛称は「けーぶん」。
あらゆる点において平均的な高校生。スポーツテストの結果が全国平均とほぼ一緒だったり、筆記テストの点数も平均点と同じだったりという極めて普通な人物。クラスメイトの女子に名前を忘れられていたこともある。気性は穏やかでこれといった特徴もなく、周囲から「個性がない」と言われ、損な役回りを演じることが多い。個性がないことは「アイデンティティ」とも評されているが、委員会の中では比較的安定した感性を持ち合わせており、他のメンバーの過激な行動を嗜めることもままある。
推理小説が好きで、とりわけ「田津川警部シリーズ」を好んでいるが、恋愛小説を購入する描写もある。図書委員の中では最も（というよりほぼ唯一）恋愛に積極的だが、いつもフラれてばかりいる。そのため、他の男子が女子に囲まれているのを見かけると嫉妬心を露わにすることがある。今でこそ青春を謳歌したいと強く願っているが、昔は女子を疎ましく思っていた。「番外編7。」でも神田小夜子に恋をするも、あえなく失恋した。

### 轟高校職員
クドー三世
声 - 高瀬右光
轟高校の英語教師。生徒からは「クドさん」と呼ばれている。
英語の素晴らしさを伝えるために英語教師をしている。本人は生徒思いだが、行動は空回っていることが多い。ノーチャイム運動を知らなかったり、試験前にテスト範囲がいつまでたっても終わらなかったりとややいい加減な面もある。片言ながら日本語を話せるが、困ると日本語が通じないふりをする。日本贔屓であり、日本人でもあまり知らないような知識まで様々な日本文化を身につけているが、一部で勘違いしている面もある。
日曜日には学校に内緒でモデルのバイトをしており、現場での評価は上々。教師であることを秘密にし、「国の未来に関わる重要な仕事をしている」としか伝えていないため、スタッフからは「国家レベルの密命を帯びている」と勘違いされている。
あまりいい生活をしていないようで、よく学校からトイレットペーパーを盗んだり図書室の本を勝手に売り払って生計の助けにしている。好物は魚肉ソーセージで、夕方5時からのタイムサービスに行くのを欠かさない。
猪熊 佐和子（いのくま さわこ）
声 - 大黒優美子
轟高校図書委員会OBで、校務員。八王子市在住。
そばかすが特徴。見かけによらず怪力の持ち主で、一人で将棋倒しになった書架を支えたり、本を入れたままの書架を移動させることができる。淡々とした性格ながらもＳで理事長と気が合う。またテレビや雑誌などで紹介されている流行りものに惹かれやすい。
本当は用務員には別の人が採用されるはずだったが、理事長の気まぐれで採用された。
「番外編12。」では高校時代の様子が描かれており、もともとは素朴で大人しい性格だったが、轟高校に入学して出会ったクラスメイトの全員が非常に友好的な生徒ばかりで息の合う友人を作れず居づらさを感じてしまい、自分一人を仲間はずれにすることを良しとしない彼らの過剰な干渉から逃れて図書室に駆け込んだことがきっかけで図書委員になったことが明かされた。
善場 葵（ぜんば あおい）
声 - 安達まり
轟高校の司書。マイペースで物腰の柔らかい美女。年齢不詳で、少なくとも猪熊が入学した頃から司書を務めている。かなりの酒豪。
趣味は自分探しで、しょっちゅう外国に旅行に行っている。元アイドルで元ホステスという経歴を持つ謎の多い人物。お水時代を書いた著書を出版しており、すでに映画化、舞台化、アニメ化、CD化が決定している。またその書籍を図書室の一部の書架に置いている。
お水時代の経験からか巧みな話術で人を丸め込むのが得意で、生徒会役員を追い返したり振り込め詐欺を逆に騙し返したこともある。
常盤 有的（ときわ ゆうてき）
声 - 中博史
轟高校理事長。初老の男性で、関西弁を話す。
轟高校の最高権力者だが、式に出るのが苦手のため生徒にあまり知られていない。一方で彼自身は、「生徒の両親が稼いだお金が自分に入ってくる」という理由から生徒の名前を一人一人把握している。ちなみに部員が久仁也1名の書道部を認可しているのも、「木下財閥と懇意にしたい」という理由から。
蔵書マニアだが、単に本に囲まれるのが好きなだけで読むことはない。そのため図書室に寝泊りしたり、棚に本を詰め込むなど好き勝手をしており、善場先生を困らせている。
クドー先生がトイレットペーパーを盗んだり、モデルのバイトをしていることを知っているが、面白いからという理由で黙っており、時折そのことでいじっている。また、モモが学校内に出入りしているのも彼が許可しているようである。
「番外編11。」では親友の泉と学生時代の生活が描かれている。少年期はかなり太っていたものの、モテるためにダイエットして高校時代では多くの友人や恋人を作り、充実した生活を送ったが、自分と違う生き方をする泉の考えを理解できずにいた。

### その他の登場人物
モモ
声 - 田中理恵
年齢、本名不明。ただし本人によれば熟女とのこと。多摩市在住。
木下家使用人の一人で、久仁也の世話役。おかっぱ頭で常に着物を着て、日本刀を帯刀している。
久仁也を溺愛しており、彼を思うあまり頻繁に轟高校に出入りしている。毎日出来立ての昼食を重箱に詰めて届けている。
出会ったばかりの頃は特に好意を抱いていない様子だったが、現在では久仁也に猛烈な恋心を寄せており、「身体目当て」と宣言したこともある。時にロッカーの中などに潜んでいることもあり、久仁也に危害を加える者がいると即座に斬りかかろうとする。また図書委員以外の女子が近づくと激しい嫉妬心を露にする。身内や委員会のメンバーには丁寧な物腰で接するが、常に久仁也が最優先であり一般人には必要最低限の対応で済ませている。一方で騙されやすい面もあり、猪熊によくからかわれている。
「番外編8。」では過去に『最終女神』（ラストヴィーナス）という女性のみで構成される暴走族の総長であったことが明かされた。信頼していた仲間に裏切られチームが壊滅し失意のうちに海へ身を投げたが、木下家のプライベートビーチに漂着。そこで5歳の久仁也に拾われ、モモに関する全責任を彼が負うという条件で木下家の使用人になることを許された。もともとは非常に粗暴な言葉遣いで漢字もまともに読めなかったが、久仁也に教わって体得してきた。いつも所持している日本刀は先代の総長から受け継いだもので、彼女と共にビーチに漂着した。
ギャル2人組
本名不明。青山が電車の中で遭遇した女子高生2人組。見た目や口調は不良のギャルそのものだが、政治経済や株に精通したり、高尾山の生態系を熟知していたり、片方はドバイのアブドゥル王族から結婚を申し込まれたりと異様に博識で謎が多い。頻繁に出くわす青山は彼女らの見た目に反する高度な会話を聞いて一方的にライバル視している。「番外編2。」以降、久仁也とは顔見知りとなる。「番外編14。ありえない 特別編」では主役として登場し、2人揃ってドバイへ嫁いでいった。
福家の両親
両名とも本名不明。ネットゲームで知り合い、亮平を儲けた。現在も家族でゲームに熱中しており、ゲーム内では父親が女性型キャラクター、母親が男性型キャラクターを使用している。彼らもパソコンに夢中であり、息子のネット中毒の原因。それを断たれると死活問題に発展する。現実世界の出来事でもゲーム内のキャラクターが両親の代役として描かれ、彼らの本来の姿は最後まで明かされないままであった。
カルロス
クドー先生の友人のファッションモデル。クドー先生と同じく貧乏生活を営んでおり、撮影の後に共にスーパーに買い物へ出かける仲。クドー先生よりも日本語は上手い。
ウラのエイユウ
「番外編1。」に登場。黒田がテレビゲーム『ファイナルクエストI』のプレイ中に現実世界へ呼び出してしまったゲームの主人公。本来の熱血な性格とは異なる中途半端にネガティブなもう一人の主人公。ある特定の場面で特定のコマンドを入力すると現れるとごく一部のファンから実しやかに噂されていた。実は由島が7歳の頃にも一度呼び出しており、その時と同様に彼女の協力によってゲームの世界に戻っていったが、直後に「マジ迷惑だった」と言われてしまった。
彼がゲームから抜け出した際には、図書委員メンバーを除く現実世界や人々がゲームの影響を受けていた（話しかけると台詞のウィンドウが飛び出すなど）。
岩波 アヤ（いわなみ あや）
「番外編2。」に登場。聖心女子中学校に通う中学2年生の少女。メルヘンチックなお嬢様で、ギャル2人組に絡まれていたところを助けた久仁也を「王子さま」と思い轟高校に押しかけ、モモと「久仁也と交換日記をする権利」をかけて熾烈な勝負を繰り広げた。勝負の後、久仁也に再会するため必ず轟高校に入学することを宣言し去っていったが、「彼女が入学する年にはもう卒業してる」と言われていた。
原 太良（はら たいら）
「番外編4。」に登場。轟高校1年生で、クイズ研究会部長。福家とは知り合い。黒田には「イケメン」と評されていた。小学生の時にテレビのクイズ番組でチャンピオンになり、各方面で天才児として持てはやされていたが、とあるクイズ番組で対戦した三村に敗北（三村は原のプロデューサーにわざと負けるよう指示されていたが納得できず本気で挑んだ）し、それ以降一気に世間から忘れ去られてしまった。そして彼女にリベンジすべく轟高校へ入学し校内クイズ大会を開催し、三村と再び対戦したが、決勝戦で敗北。その後アメリカにクイズ留学に行った。
菊田、琴根、小野寺
「番外編6。」に登場。轟高校生徒会役員で、それぞれ生徒会長、副会長、書記。存在感の薄い生徒会の存在をアピールすべく、黒田をアイドル的存在として祀り上げるために彼女の秘密のカセットテープを独自入手し、それを盾に生徒会に入るよう要求した。三人とも「立候補したのはほんの気まぐれ」だったらしい。
神田 小夜子（かんだ さよこ）
「番外編7。」に登場。曙高校の1年生で、左目の下に泣きぼくろのある美少女。須藤と駅で出会い、田津川シリーズの話題で親しくなった。実は田津川シリーズの原作者、神田心房の末娘（70歳の時に誕生した子）で、極度のお父さんっ子。父の出版した大量の小説を常に持ち歩いている。須藤とは良好な関係を築くものの話題が田津川シリーズから一切逸れることがなく、黒田の「純粋に田津川のことを語りたいだけで須藤自身には全く興味がない」という推測が的中、さらに父と共に四国へ引っ越してしまい失恋するに至った。
クドーJr.（クドージュニア）
「番外編9。」に登場。13歳。轟高校に突然現れクドー先生の息子を自称し、しばらく彼とともに生活することになった。しかし実はクドー先生の姉の子（甥）であり、「俳優になりたい」という夢を母親に否定され、家出同然で日本へやってきたことが判明する。後にやって来た母と共に帰国し、地元で俳優デビューした。
本田 一（ほんだ はじめ）
「番外編10。」に登場。善場のアイドル時代にドラマで共演した実力派俳優。目力が強い。とても厳格な人物で、善場に恐れられていた。正体は宇宙人で、たまたま善場に本来の姿（外見はゼリー状の物体）を見られてしまったことを最大の恥辱と感じ、周囲の人間から自分に関わる記憶を消して自身も二度と人前に姿を見せなくなった。しかし慌てていたために善場の記憶だけは消すことができず、その10年後に母星へ招待するために再び彼女の前に現れた。
荒垣 泉（あらがき いずみ）
「番外編11。」に登場。常盤の幼馴染。関西の大学の講師。子供の頃はかなり小柄で常盤と二人セットで「でこぼこ」と呼ばれていたが、高校生の頃には両者とも人並みに成長。多くの友人たちと交際していた常盤とは違って粛々とした生活を送っていた。外見や損得よりも中身を観察する眼を持っているが、自分の考えをあまり表に出さないため、常盤からはその点で未だに苦手に思われている。高校時代に文化活動発表会で綾小路タカ子の書いた字に惹かれて告白し、後に結婚。タカ子が富豪の娘であったため逆玉で婿入りした。

## 用語
私立轟高校
物語の舞台で、「どろ高」の愛称で呼ばれる。所在地は東京都の多摩地域であり、「高尾山」「多摩動物公園」などの単語が登場し、登場人物が京王線を利用していることなどからその沿線に存在すると思われる。ノーチャイム制によって生徒の自主性を育んでいる。行事として球技大会やマラソン大会、クイズ大会などが行なわれている様子が描かれている。制服は男女共に紺色で統一されたブレザー。男子は同色のネクタイ、女子は赤色のリボン着用。
校訓は「1、友愛」「2、誠実」「3、努力」。三つの「車」から成る「轟」の字を歯車に見立て、それぞれが三つの校訓を表現している。第1巻には校歌の歌詞も収録されている。
ヨンダラ
新長文庫のマスコットキャラクター。タラをモチーフにしており、ストラップ、クッション、バッグなどのグッズ展開をしている。後に妹という設定の「ヨンダラコ」が登場した。
ファイナルクエスト
1980年代に第1作目が発売され、現在まで続編が制作されているRPGシリーズの名称。作中では23作目を数えている。第1作目において、特定の状況下で特定のコマンドを入力すると「ウラのエイユウ」が出現するという噂があった。
田津川警部シリーズ
神田心房の推理小説。須藤の愛読書。「ウチのカミさんの名にかけて!」が決め台詞。
流血貴族
劇中劇（アニメ）。ミカエルとルシファーという美形の男性キャラクター二人の戦いを描く物語。女性人気が高いらしく、ルシファーの得物であるアシンメトリーの十字架がグッズ化されている。

## 単行本
共鳴せよ!私立轟高校図書委員会 一迅社　全4巻
1. 第1巻 2006年11月15日初版発行 ISBN 4-7580-5250-6
2. 第2巻 2007年11月15日初版発行 ISBN 978-4-7580-5314-3
3. 第3巻 2008年10月25日初版発行 ISBN 978-4758053723
4. 第4巻 2009年11月5日初版発行 ISBN 978-4-7580-5450-8

共鳴せよ!私立轟高校図書委員会 完全版　一迅社　全2巻
1. 上 2016年7月5日初版発行 ISBN 978-4-7580-3202-5
2. 下 2016年8月5日初版発行 ISBN 978-4-7580-3211-7